# Csaba Burján
Csaba Burján, född 27 september 1994, är en ungersk skridskoåkare som tävlar i short track. Han ingick i det ungerska lag som vann olympiskt guld på 5 000 meter stafett vid OS i Pyeongchang i Sydkorea. Segern innebar att Ungern vann sitt första guld någonsin i olympiska vinterspelen.